# Medelinkomst
Medelinkomst betecknar den genomsnittliga inkomsten (eller lönen) i en viss kategori, såsom efter geografisk tillhörighet, kön eller utbildning.
Medelinkomsten får man genom att räkna ihop alla inkomsttagares inkomster och dividera summan med antalet inkomsttagare.